# Podlužany (okres Levice)
Podlužany (Hongaars:Berekalja) is een Slowaakse gemeente in de regio Nitra, en maakt deel uit van het district Levice.
Podlužany telt 737 inwoners.